# Sasbräu
Sasbräu is een Belgisch bier. Het wordt gebrouwen door Brouwerij Het Sas te Boezinge, een deelgemeente van Ieper.

## Achtergrond
Sasbräu is een van de laatste Belgische bieren van het Dortmunder-type. Dit zijn bieren van lage gisting die toch geen pils zijn. Deze zijn dikwijls iets donkerder dan pils, iets minder bitter en bevatten geen maïs.

De naam Sasbräu is een samenstelling van “Sas”, de naam van de brouwerij, en “Bräu”, Duits voor brouwsel.
Sasbräu is erkend als streekproduct van de Westhoek.

## Het bier
Sasbräu is een blond bier van lage gisting met een alcoholpercentage van 6,3% en een densiteit van 14° Plato.

## Etiketbier
Sasbräu is het moederbier van Kerelsbier Licht, hoewel het etiket daarvan aangeeft dat het alcoholpercentage 6,4% bedraagt. Naast Kerelsbier Licht is er ook nog Kerelsbier Donker. Beide Kerelsbieren worden door brouwerij Het Sas gebrouwen in opdracht van drankcentrale Nevejan uit Krombeke. De naam van het bier verwijst naar de Kerels van Vlaanderen die in de 14e eeuw onder leiding van Nicolaas Zannekin in het Vlaams kustgebied in opstand kwamen tegen graaf Lodewijk II van Nevers en uiteindelijk in 1328 verslagen werden in de Slag bij Kassel.

Kerelsbier wordt gebrouwen sedert 1983.